# Cycas ferruginea
Cycas ferruginea là một loài thực vật hạt trần trong họ Cycadaceae. Loài này được F.N.Wei mô tả khoa học đầu tiên năm 1994.